# Flora (Indiana)
Flora – miasto w Stanach Zjednoczonych, w stanie Indiana, w hrabstwie Carroll.